# Colar metropolitano
Colar metropolitano é o conjunto dos municípios adjacentes a uma região metropolitana. Apesar de não ser termo oficial, é utilizado no Brasil em documentos oficiais, onde tipicamente regiões metropolitanas são oficializadas por legislações locais.
Municípios de um colar tendem a estarem mais distantes do centro da região metropolitana, mas são diretamente afetados por ela. Em alguns casos são candidatos naturais a serem incluídos em futuras redefinições da regiões metropolitana, mas essa não é uma regra, dado que estas são formadas apenas por municípios adjacentes (conexos).
O colar metropolitano da região de Belo Horizonte por exemplo é composto por 16 municípios: Barão de Cocais, Belo Vale, Bom Jesus do Amparo, Bonfim, Fortuna de Minas, Funilândia, Inhaúma, Itabirito, Itaúna, Moeda, Pará de Minas, Prudente de Morais, Santa Bárbara, São Gonçalo do Rio Abaixo, São José da Varginha e Sete Lagoas. Enquanto a região propriamente dita tem 34.
A Região Metropolitana do Vale do Aço oficialmente possui 4 municípios na região metropolitana (Coronel Fabriciano, Ipatinga, Santana do Paraíso e Timóteo), mais 24 no colar metropolitano: Açucena, Antônio Dias, Belo Oriente, Bom Jesus do Galho, Braúnas, Bugre, Caratinga, Córrego Novo, Dionísio, Dom Cavati, Entre Folhas, Iapu, Ipaba, Jaguaraçu, Joanésia, Marliéria, Mesquita, Naque, Periquito, Pingo-d'Água, São João do Oriente, São José do Goiabal, Sobrália e Vargem Alegre.